# Kaufhaus S. Guttmann & Cie.

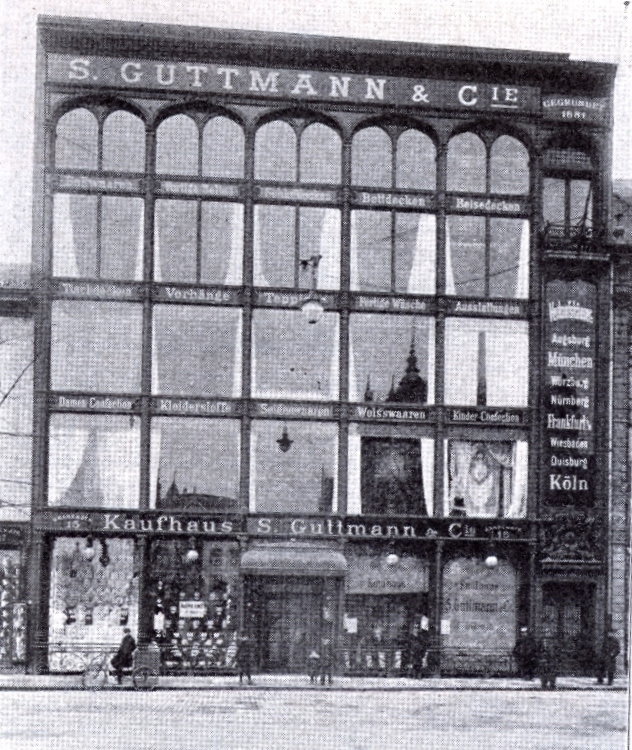
Kaufhaus S. Guttmann & Cie.

Kaufhaus S. Guttmann & Cie. was een waenhuis aan de Grabenstrasse 15 in de oude binnenstad van Düsseldorf en werd in 1898 gebouwd door de architecten Klein en Dörschel. 
Het warenhuis werd als ‘opmerkelijk qua plattegrond’ beschouwd omdat het atrium alleen via galerijen aan drie zijden te bereiken was. Kenmerkend voor een warenhuis was dat het atrium aan men aan alle vier de zijden rond het atrium kon lopen. In dit geval werd de achterkant van het atrium begrensd door de hoofdtrap. De gevel was vijf verdiepingen hoog en volledig van glas. Zeer smalle pilaren verdeelden de straatgevel in vijf delen.
Het gebouw werd in 1911–1912 herbouwd door de Düsseldorfse architecten Walter Klose en Georg Schäfer en uitgebreid op het aangrenzende pand aan de Grabenstrasse 13. 
In 1930 werd het gebouw opnieuw verbouwd door de Düsseldorfse architect Felix Coenen en uitgebreid met het bedrijfsgebouw van Maass. Het gebouw is niet bewaard gebleven.